# فريدريك سميث (محامي أمريكي)
فريدريك سميث (بالإنجليزية: Frederick Smyth)‏ هو قاضي ومحامي أمريكي، ولد في 1832، وتوفي في 18 أغسطس 1900 بسبب ذات الرئة.